# Universitat de les Amèriques
La Universitat de les Amèriques (en castellà: Universidad de las Américas, UDLA o UDLAP), oficialment registrada com a "Fundación Universidad de las Américas, Puebla", és una de les universitats privades més importants de Mèxic localitzada a la ciutat de Cholula, de l'àrea metropolitana de la ciutat de Puebla.
Va ser fundada el 1940 amb el nom Mexico City College pel Dr. Henry L. Cain i el Dr. Paul V. Murray a la ciutat de Mèxic. Va ser considerada i va rebre acreditació com a universitat extra-territorial nord-americana. El 1963 es va canviar el nom a University of the Americas. El 1968 va canviar el seu nom a la seva traducció castellana Universidad de las Américas, i va obtenir l'acreditació del Ministeri d'Educació mexicà. La dècada de 1970 es va construir un nou campus de 72 hectàrees a Puebla, el qual avui dia compta amb 38 edificis, incloent-hi laboratoris d'enginyeria, una planta química de pràctiques, laboratoris de telecomunicacions, un centre avançat d'aprentenatge de llengües estrangeres (el més gran de Llatinoamèrica), un centre d'estudis polítics, dos gimnasis, quatre pistes de futbol, 2 pistes de futbol americà, 2 pistes de beisbol, pistes de tennis, una àgora, un centre de música, un centre social, una biblioteca central (digitalitzada), un heliport, dormitoris interns i residències per als professors. La UDLA té programes d'intercanvi i/o doble titulació amb 182 universitats de 29 diferents països, i és la universidad privada mexicana amb el nombre més gran de programes de llicenciatura de l'Escola d'Humanitats.